# Theophilus Thompson
Theophilus Augustus Thompson (ur. 21 kwietnia 1855 roku w Frederick w stanie Maryland, zm. w latach 40. XX wieku) – pierwszy potwierdzony źródłowo afroamerykański ekspert szachowy. Urodzony jako niewolnik. Poza udziałem w turniejach, Thompson napisał książkę dotyczącą problemów szachowych Chess Problems: Either to Play and Mate opublikowaną w 1873 roku.

## Biografia

### Dzieciństwo
Thompson, podobnie jak jego rodzice, urodził się jako niewolnik w miejscowości Frederick w stanie Maryland. Uzyskawszy wolność w 1865 roku, pracował jako służący w Hrabstwie Carroll od 1868 roku, jednak powrócił do Frederick w roku 1870.

### Kariera
W kwietniu 1872 roku Thompson po raz pierwszy spotkał się z grą w szachy, oglądając pojedynek pomiędzy Johnem K. Hanshewem i innym mężczyzną. Henshew, który był wydawcą The Maryland Chess Review, podarował Thompsonowi szachownicę i kilka problemów szachowych do rozwiązania. Thompson szybko pokazał swój talent do gry. Jego sława szybko rosła i udało mu się ukończyć kilka turniejów.
Największą sławę zapewnił sobie książką Chess Problems: Either to Play and Mate zawierającą diagramy z grami końcowymi. Została wydana w 1873 roku przez Orestesa Brownsona Jr., redaktora naczelnego czasopisma Dubuque Chess Journal, u którego Thompson pracował jako służący.

### Późniejsze lata
Po wydaniu książki jego sława zmalała, wkrótce popadł w zapomnienie i nie ma pewności co do jego dalszych losów. Dubuque Chess Journal został zamknięty w 1875 roku, a Brownson Jr. zmarł niedługo po tym, zostawiając Thompsona bez pracy. Krążyły pogłoski, że Thompson padł ofiarą samosądu na tle rasowym. Jednak w spisie ludności z 1880 roku widnieje Theophilus Thompson, 24 lata, zamieszkały w swoim rodzinnym stanie Maryland i pracujący jako poławiacz ostryg w Hrabstwie Anne Arundel. Spis ludności z 1920 roku wymienia mężczyznę o tym imieniu i nazwisku pracującego jako przewoźnik łodzią w przemyśle połowu ostryg, w wieku 69 lat, żonatego z Alice C. (39 lat), z dwójką dzieci Dorene i Ellsworth w wieku, kolejno, 10 i 9 lat. Według spisu ludności z 1930 Theophilus Augustus Thompson mieszkał w Churchton i miał 80 lat, natomiast spis z 1940 roku podawał, że Theophilus Augustus Thompson, zamieszkały w Churchton, miał 91 lat.
Ośrodek Szachowy w Waszyngtonie gości klub szachowy nazywany imieniem Theophilusa Thompsona. Do czasów dzisiejszych zachowało się sześć zapisów partii Theophilusa Thompsona.